# Poljički statut
Poljički statut je najvažniji izvor Poljičke Republike. 
Status je pisan poljičicom, a najstariji prijepis s kraja 15. stoljeća ili početka 16. stoljeća čuva se u Arhivu Hrvatske akademije znanosti i umjetnosti u Zagrebu pod signaturom Ic65.

## Povijest i osnovne karakteristike
Najstariji rukopis Statuta je prijepis iz 15. stoljeća. Neki znanstvenici smatraju da je spomenuti dokument nastao već u 11. stoljeću.
Pisan je kratkim, slikovitim rečenicama u kojima su obuhvaćene norme poljičkog društva od najviših poljičkih vlasti do normi koje obuhvaćaju bitne interese svih Poljičana. Osim zakona koji su u njemu zabilježeni, Poljički statut sadrži i razne odluke i presude vlasti koje se ponekad odnose i na pojedince. Njegova dodatna karakteristika je arhaičnost koja omogućuje proučavanje čovjeka iz tog doba općenito. Za poljičko pravo je karakteristično jamčenje ali i prihvaćanje osobne odgovornosti u svrhu zaštite Poljica.
Iz njegove materije se osim pravnih mogu proučavati povijesni, ekonomski, politički i drugi društveni odnosi. Poljički statut je nastao kao rezultat zadovoljenja potrebe da se postigne što veća nezavisnost od srednjovjekovne Hrvatske i Venecije. Za ono vrijeme Poljički statut pokazuje visoki stupanj pravne stručnosti i društvene svijesti.  Statut je napisan na hrvatskom jeziku na štokavskom narječju u većini i čakavskom u nekim dijelovma.
Poljički statut je imao više redakcija. Sve redakcije Statuta nastajale su u prijelomnim vremenima, kada su Poljica trebala priznati novog gospodara. Za vrijeme Bribiraca Poljičani nisu imali potrebu za statutom jer su imali zajedničke interese i ciljeve. Prva redakcija 1322. godine ima osamnaest članova i podnosi se Karlu Robertu (ugarskom kralju), ali on je ne prihvaća. To potvrđuje i isprava kraljice Elizabete iz 1333. godine u kojoj se spominje Poljički statut.
Drugu redakciju, 1387. odobrava bosanski kralj Tvrtko I. Od te redakcije napravljene su razne varijante. 1444. slijedi treća redakcija koja je podnesena novom vladaru - Veneciji. 1485. nastaje četvrta redakcija koja je doživjela veliki broj izmjena i dopuna, a prijelaz koji ju prati je hrvatsko-ugarska vladavina. Iz tih svih promjena proizlazi oblik statuta u iz kojeg je očito postepeno nastajanje i razbacanost i ponavljanje istih pravnih tema.
Poljičko pravo se temelji na hrvatskom kolektivnom pravu a na njega utječu i crkveno, crkveno-feudalno, rimsko i kapitalističko pravo. U poljičkom pravu jasno se razlikuju javno pravo i individualno pravo. Javno pravo posebno se očituje u odnosu kmetića i njihovih gospodara, te nemogućnosti biranja pučana u Poljički stol. Iako su te odredbe postojale nisu nikada imale značajan utjecaj jer su pučani imali svoju seosku autonomiju unutar pučkih kotara pa su preko svojih seoskih knezova imali značajan utjecaj na biranje kneza, a kmetova je bilo jako malo.
Individualno pravo i starohrvatski kolektivizam ističu se u tome što se u Poljicima radilo o samoupravi i iz kojeg su se izvlačila razna prava na koje je imao pravo član kolektiva.
Kolektivizam u poljičkom pravu je rezultat saznanja kako se jedino zajedničkim naporima mogu postići uvjeti potrebni za opstanak, sigurnost, red i mir.

## Zanimljivosti
- Ukrajinski stručnjak Eugen Paščenko iznosi zanimljiv podatak; Poljički statut i zakonik Kijevska pravda, najvažniji srednjovjekovni dokumenti Hrvata i Ukrajinaca, u velikoj su mjeri slični.[2]

### Članci
- Tomelić Ćurlin, Marijana. 2012. O fonološkim obilježjima jezika Poljičkog statuta i današnjeg govora Srijana. Zbornik radova Filozofskog fakulteta u Splitu. Sveučilište u Splitu – Filozofski fakultet. Split.  (5): 195–209